# باثرست
باثرست هي مدينة، تتبع نيوساوث ويلز، وBathurst Regional Council ‏، هي عاصمة Bathurst Regional Council ‏، بلغ عدد سكانها 6٬932  نسمة، في 2016، رمزها البريدي هو 2795.

## الموقع
تشترك في الحدود مع:
- Sofala, New South Wales [الإنجليزية]‏.

## المناخ
يظهر الجدول التالي التغييرات المناخية على مدار السنة لباثرست:
| البيانات المناخية لـباثرست        | البيانات المناخية لـباثرست | البيانات المناخية لـباثرست | البيانات المناخية لـباثرست | البيانات المناخية لـباثرست | البيانات المناخية لـباثرست | البيانات المناخية لـباثرست | البيانات المناخية لـباثرست | البيانات المناخية لـباثرست | البيانات المناخية لـباثرست | البيانات المناخية لـباثرست | البيانات المناخية لـباثرست | البيانات المناخية لـباثرست | البيانات المناخية لـباثرست |
| الشهر                             | يناير                      | فبراير                     | مارس                       | أبريل                      | مايو                       | يونيو                      | يوليو                      | أغسطس                      | سبتمبر                     | أكتوبر                     | نوفمبر                     | ديسمبر                     | المعدل السنوي              |
| --------------------------------- | -------------------------- | -------------------------- | -------------------------- | -------------------------- | -------------------------- | -------------------------- | -------------------------- | -------------------------- | -------------------------- | -------------------------- | -------------------------- | -------------------------- | -------------------------- |
| الدرجة القصوى °م (°ف)             | 40.2 (104.4)               | 41.5 (106.7)               | 35.3 (95.5)                | 32.0 (89.6)                | 24.2 (75.6)                | 20.5 (68.9)                | 20.5 (68.9)                | 23.5 (74.3)                | 29.0 (84.2)                | 34.1 (93.4)                | 39.7 (103.5)               | 37.5 (99.5)                | 41.5 (106.7)               |
| متوسط درجة الحرارة الكبرى °م (°ف) | 28.1 (82.6)                | 27.3 (81.1)                | 24.6 (76.3)                | 20.2 (68.4)                | 15.7 (60.3)                | 12.2 (54.0)                | 11.3 (52.3)                | 13.0 (55.4)                | 16.4 (61.5)                | 20.0 (68.0)                | 23.4 (74.1)                | 26.4 (79.5)                | 19.9 (67.8)                |
| متوسط درجة الحرارة الصغرى °م (°ف) | 13.4 (56.1)                | 13.4 (56.1)                | 10.8 (51.4)                | 6.7 (44.1)                 | 3.4 (38.1)                 | 1.7 (35.1)                 | 0.6 (33.1)                 | 1.3 (34.3)                 | 3.4 (38.1)                 | 6.1 (43.0)                 | 8.9 (48.0)                 | 11.6 (52.9)                | 6.8 (44.2)                 |
| أدنى درجة حرارة °م (°ف)           | 1.8 (35.2)                 | 2.8 (37.0)                 | −2.2 (28.0)                | −5.0 (23.0)                | −6.2 (20.8)                | −8.2 (17.2)                | −8.9 (16.0)                | −7.5 (18.5)                | −5.5 (22.1)                | −3.0 (26.6)                | −1.0 (30.2)                | 0.0 (32.0)                 | −8.9 (16.0)                |
| معدل هطول الأمطار مم (إنش)        | 67.7 (2.67)                | 58.0 (2.28)                | 52.1 (2.05)                | 42.1 (1.66)                | 41.5 (1.63)                | 44.7 (1.76)                | 49.1 (1.93)                | 49.5 (1.95)                | 47.2 (1.86)                | 59.1 (2.33)                | 60.7 (2.39)                | 66.1 (2.60)                | 637.8 (25.11)              |
| متوسط الأيام الممطرة (≥ 0.2mm)    | 7.4                        | 7.0                        | 6.3                        | 6.2                        | 8.3                        | 10.2                       | 11.2                       | 10.9                       | 9.3                        | 9.3                        | 8.5                        | 8.0                        | 102.6                      |
| Average afternoon رطوبة نسبية (%) | 42                         | 46                         | 46                         | 49                         | 57                         | 63                         | 61                         | 54                         | 52                         | 48                         | 46                         | 39                         | 50                         |
| المصدر: Bureau of Meteorology     |                            |                            |                            |                            |                            |                            |                            |                            |                            |                            |                            |                            |                            |

## أعلام
- إيان إيرفاين
- تشارلز تورنر
- غوردون نيل ستيوارت
- إلوين روي كينغ
- ريج كامبل
- باتريك دوغرتي
- بيتر أومالي
- مارك رينشو